# 赤頭巾ちゃん気をつけて
『赤頭巾ちゃん気をつけて』（あかずきんちゃんきをつけて）は、日本の小説家・庄司薫の小説。学生運動を背景に東京都立日比谷高等学校の生徒、「庄司薫」の生活を軽妙な文体で描いた作品で、ベストセラーとなり映画化もされた。
『中央公論』1969年5月号に掲載された。同年7月、第61回芥川賞受賞。8月10日、中央公論社より刊行された。本書と『白鳥の歌なんか聞えない』『さよなら快傑黒頭巾』『ぼくの大好きな青髭』は、庄司薫を主人公にしたいわゆる「四部作」とされ、本書はその第一作にあたる。

## あらすじ
語り手は都立日比谷高校三年男子生徒の庄司薫くんである。薫くんは学校群制度が導入される前の最後の入学生にあたる。1969年2月9日の日曜日一日のできごとを、薫くんの饒舌な語りでつづる。1968年暮れ、東大紛争により東大入試が中止になり、受験するつもりだった薫くんは悩み、願書提出期限を翌日に控えて、大学へ行くのをやめる決心をしている。兄や姉はすでに独立し、父は昨日からゴルフへ行っていて不在、家には母しかいない。小学校までの幼馴染のガールフレンド由美は、中学校から女子大付属に行っている。「舌かんで死んじゃいたい」が口癖である。昨日は十年飼っていた犬のドンが死に、薫くんは足の親指の爪をはがした。
大学紛争について、米帝について、サルトルや『椿姫』、酒井和歌子や水前寺清子、世界史関係の固有名詞がふんだんに登場する文章で思弁を続ける。知り合いのおばさんなどは、薫くんがやはり京大や一橋、東工大を受けるのかといったことを訊いてくる。電車に乗って有楽町駅で降りて銀座をぶらぶらしていると小さい女の子に遭遇して、少しおしゃべりし、旭屋書店で女の子はグリム童話の本を買う。薫くんはタクシーで帰宅して医者に寄ったあとで由美の家へ行き、大学へ行くのをやめると告げ、二人で手をつなぐ。

## サリンジャー『ライ麦畑でつかまえて』との関係をめぐって
『赤頭巾ちゃん気をつけて』以降の庄司作品に野崎孝訳版、サリンジャー『ライ麦畑でつかまえて』の影響を見る向きもある。『ライ麦畑でつかまえて』と文体やプロットから主人公の設定や小道具まであまりに似すぎているのではないかという声は『赤頭巾ちゃん』の発表当時から存在し、『東京新聞』は1969年9月2日朝刊ワイド面「こちら特報部」に「"薫ちゃん"気をつけて」と題する記事を掲載したことがある。
この中で当時明治大学助教授だったサリンジャー研究者三浦清宏は『一つの意見』と題する論評を寄せ、「盗作」「贋作」といった言葉を避けつつも、『ライ麦畑でつかまえて』との類似点を「…とかなんとか」「…やなんか」といった言い回しや「とくに女友達にかける時なんかがそうで、どういうわけか、かならず『ママ』が出てくるのだ」（庄司）と「困るのは、最初に電話に出るのは彼女じゃないだろうということなんだ。おやじかおふくろが出てくるにきまってんのさ」（サリンジャー）といったディテール、また両者ともブルジョワの家庭に生まれた精神的に不安定な少年が理由は違うにせよ行くべき学校がなく彷徨する姿を描いた作品であることなどを挙げ、具体的に検証して見せた。
これに対し、庄司は『三浦氏へ…ボクの見解』と題する手記を寄せ、「ぼくは、このような意見に対しては、ただぼくの作品を読んでいただきたい、というほかないと思います」と宣言しながらも、「ぼくは、このような意見、つまり『薫くん』流にいえば、ひとの足をひっぱって自分の存在を主張するといった『品性下劣』な、めめしい発想をとてもお気の毒に思います」「いずれにしてもこの三浦氏にももう一度よく『赤頭巾ちゃん』を読んでいただきたいと思います。もっともそうすると『舌をかんで死んじゃいたく』なるんじゃないか、という心配もありますが」と皮肉り、東京新聞の記者に対しては「サリンジャーを盗んでいるなんて批評は、十年も、いや二、三年もすれば、そうでなかった──とわかりますよ」と予言した。
このとき、コメンテーターとして小島信夫は『赤頭巾』を未読としつつも「私の周囲の米文学者は、受賞直後から（両作品の類似を - 引用者註）話題にしてました。文章をそのままいただいたというのではないので盗作とはいえないというのが大方の意見でしたが……。人によっては、明治以来、ずいぶん多くの外国文学が取り入れられてきたが、こんなに主体性のない取り入れ方をしたのは初めてだなんていってました」と発言し、佐伯彰一 は「よく似ているけど、サリンジャーのものほどうまくいってない」「選考委員がサリンジャー作品を知っていて、なおかつ斬新さを認めたのならいいんですけど、そうでないとすると、ひっかかる人が出るでしょう」と述べた。庄司はその後、『東京新聞』1969年9月12日夕刊文化欄に『とにかく読んでください』という反論文を発表し、『週刊言論』1969年10月1日号のインタビューでも同様の反論をおこなった。
この点につき栗原裕一郎は、庄司が同人誌時代に福田章二名義で発表した『白い瑕瑾』（『駒場文学』第9号、1958年4月）の文体が『赤頭巾ちゃん』に近い「かもしれない」ことを指摘しつつ、「野崎訳『ライ麦畑でつかまえて』が発表されたのは1964年、『白い瑕瑾』は1958年だから、『赤頭巾ちゃん』の文体が『白い瑕瑾』の時点ですでに出来上がっていたとすれば、少なくとも野崎訳文体の模倣とはいえない計算になる」（『盗作の文学史』p.114、新曜社、2008年）と述べた上で、「文学青年を自称し『若さ』についてもっぱら考えていた庄司が『ライ麦畑でつかまえて』を読んでいなかったとは考えにくいから、『ライ麦畑』の邦訳に自分が捨て去った文体の可能性を再発見しブラッシュアップをもくろんだというあたりが模倣疑惑の実情にちかいのではないかと推測されるが、庄司が真相を吐露することは今後もないだろう」と論じている（同書p.122）。
ただしサリンジャーのThe Catcher in the Ryeの日本語への初訳としては『白い瑕瑾』に先立つ1952年、橋本福夫訳の『危険な年齢』がダヴィッド社から出ている。この訳書には既に「これには参ったね」（That killed me.）や「…やなんか」（...and all）などの頻出表現が登場しており野崎はそれを踏襲したに過ぎない。しかし、この橋本訳サリンジャーが庄司に影響を与えた可能性については栗原も言及していない。

## 書誌情報
- 赤頭巾ちゃん気をつけて（1969年1月1日、中央公論社）
- 赤頭巾ちゃん気をつけて（2002年10月10日、中公文庫、ISBN 978-4-12-204100-4）
- 赤頭巾ちゃん気をつけて（2012年2月27日、新潮文庫、ISBN 978-4-10-138531-0）

## 映画
1970年8月4日公開。製作、配給は東宝。カラー、シネマスコープ。劇中歌はいずれも、作詞・岩谷時子 作曲・いずみたくの、「恋の季節」（唄・ピンキーとキラーズ）、「赤頭巾ちゃん気をつけて」（唄・佐良直美）。併映は東京映画制作・岩下志麻主演『その人は女教師』（監督：出目昌伸）。

### スタッフ
- 監督：森谷司郎
- 製作：金子正且、貝山知弘
- 原作：庄司薫
- 脚本：井手俊郎、森谷司郎
- 音楽：いずみたく
- 撮影：中井朝一
- 美術：阿久根巌
- 録音：伴利也
- 照明：隠田紀一、高島利雄
- 編集：岩下広一
- 写真撮影：立木義浩
- タイトルデザイン：和田誠
- 写真提供：加納典明

### キャスト
- 庄司薫：岡田裕介
- 下条由美：森和代
- 小林：富川澈夫
- 女医：森秋子
- 薫の母：風見章子
- 薫の次兄：中尾彬
- ヨッちゃん：山岸映子
- 紀久子：四方正美
- 地下鉄の女：結城美栄子
- 松岡：広瀬正助
- 看護婦：松村幸子
- 本多夫人：宝生あやこ
- 黒い帽子の夫人：山岡久乃
- その他出演者：佐野アツ子など